# ウィングナット・フィルムズ
ウィングナット・フィルムズ（英: WingNut Films）は、ニュージーランドのウェリントンを拠点とし、ハリウッド（アメリカ）、ロンドン（イギリス）、メルボルン（オーストラリア）にもオフィスを持つニュージーランドの映画製作会社。特に『ロード・オブ・ザ・リング』では、ピーター・ジャクソン監督と組んで製作を担当した。また、イングランドのパインウッド・スタジオでも製作を行っている。

## 社歴
ウィングナット・フィルムズは、ピーター・ジャクソンのほぼすべての作品に関わっている。同社は、J・R・R・トールキンの同名の古典的なファンタジー小説を基にしたジャクソン監督の映画『ロード・オブ・ザ・リング』シリーズの製作に携わっている。シリーズ3作目『ロード・オブ・ザ・リング/王の帰還』は、アカデミー賞で作品賞や監督賞など11部門を受賞した。また、ギレルモ・デル・トロ監督は降板したが、『ホビット』シリーズにも関与している。

## 映画
- バッド・テイスト Bad Taste（1987） [2]
- ミート・ザ・フィーブル 怒りのヒポポタマス Meet the Feebles（1989）
- ブレインデッド Braindead（1992）
- Valley of the Stereos（1992）
- 乙女の祈り Heavenly Creatures（1994）
- コリン・マッケシジー もうひとりのグリフィス（英語版） Forgotten Silver（1995）
- Jack Brown Genius（1996）
- さまよう魂たち The Frighteners（1996）
- ロード・オブ・ザ・リング The Lord of the Rings（2001 - 2003）
- キング・コング King Kong（2005）
- 第9地区 District 9（2009）
- ラブリーボーン The Lovely Bones（2009）
- タンタンの冒険/ユニコーン号の秘密 The Adventures of Tintin（2011）
- ウエスト・オブ・メンフィス 自由への闘い（英語版） West of Memphis（2012）
- ホビット The Hobbit（2012 - 2014）
- 移動都市/モータル・エンジン Mortal Engines（2018）
- 彼らは生きていた They Shall Not Grow Old（2018）[3]
- ザ・ビートルズ:Get Back The Beatles: Get Back（2021）

## ブレインデッド訴訟
ジャクソン監督が1992年に製作したコメディホラー映画『ブレインデッド』が訴訟の対象となった。「Bradley v WingNut Films Ltd [1993] 1 NZLR 415」の中で、『ブレインデッド』に原告の家族の墓石の写真が写りこんでいることで原告のプライバシーを侵害したと主張された。Gallen裁判長は、プライバシーに関するニュージーランドの司法当局を検討した後、次のように述べている。「ニュージーランドの現在の状況は、...この国にそのような不法行為が存在し、その概念が少なくとも議論可能であることを控訴院が受け入れていることを支持する3つの強力な声明が高等裁判所にある」。この訴訟は、ニュージーランドでプライバシー侵害を不法行為とする法律が導入されるきっかけとなった一連の事件の一つである。

## 参照
- 映画会社の一覧